# Аматуні Андрій Цолакович
Андрій Цолакович Аматуні (вірм. Անդրեյ Ցոլակի Ամատունի; 10 січня 1928, Ленінград — 1 травня 1999, Москва) — вірменський фізик-теоретик.
Академік НАН РВ (1996), доктор фізико-математичних наук (1972), професор (1983). Заслужений діяч науки Вірменської РСР (1991). Директор Єреванського фізичного інституту (1973—1992).
Дослідження відносяться до антиферомагнітної квантової теорії, створення детекторів нового типу ультрарелятивістських частинок, теорії елементарних частинок, створення нових методів прискорення частинок.

## Біографія
Андрій Цолакович Аматуні народився 10 січня 1928 року в Ленінграді, в сім'ї партійних діячів. Батько Цолак Аматуні і мати Асмік Пап'ян були бійцями загону Камо, працювали в Томську, Свердловську, Ленінграді, Москві, Ростові-на-Дону. У 1937 році Цолак Аматуні був репресований, у 1938 році — помер, а в 1956 році реабілітований.
Андрій Аматуні закінчив Єреванську середню школу № 20. У 1945 році він поступив на фізико-математичний факультет Єреванського державного університету, звідки в 1948 році перевівся на фізичний факультет Московського державного університету, який закінчив у 1950 році.
У 1950 році викладав на факультеті загальної фізики Єреванського російського педагогічного інституту (нині ЄДЛУМСН імені Брюсова). З того ж року по 1988 рік він читав лекції зі спеціальних курсів теоретичної фізики на фізичному факультеті Єреванського державного університету. У 1954—1956 роках Аматуні навчався в аспірантурі Московського університету під керівництвом доктора фізико-математичних наук, професора Сергія Володимировича Тябликова. Там само в 1956 році він захистив кандидатську дисертацію на тему «До теорії антиферомагнетизму». На становлення Андрія Аматуні як фізика справили істотний вплив також Микола Миколайович Боголюбов, Лев Давидович Ландау, Анатолій Олександрович Власов.
З 1956 року Андрій Аматуні був старшим науковим співробітником Єреванського фізичного інституту. У 1972 році він захистив докторську дисертацію на тему «Деякі питання теорії випромінювання і фізики елементарних частинок». У 1965—1973 роках був першим заступником директора, а в 1973—1992 роках — директором Єреванського фізичного інституту. У 1983 році отримав вчене звання професора.
Андрій Аматуні був головою спеціалізованої ради при Єреванському фізичному інституті за спеціальністю «теоретична і математична фізика», «фізика елементарних частинок і атомного ядра», членом наукових рад АН СРСР з ядерної фізики, фізики елементарних взаємодій, з проблеми «Космічні промені», членом правління товариства «Знання» Вірменської РСР, членом редакційної колегії журналу «Вісті АН Вірменської РСР. Фізика». Член КПРС з 1963 року. Обирався членом Єреванського міського комітету КП Вірменії, депутатом Єреванської міської Ради народних депутатів.
Андрій Аматуні є автором понад 100 наукових праць з теорії антиферомагнетизму, теорії випромінювання і іонізаційних втрат заряджених частинок, прикладної фізики.
У 1996 році Андрій Аматуні був обраний дійсним членом Національної академії наук Республіки Вірменія.
Андрій Цолакович Аматуні помер 10 жовтня 1999 року від серцевого нападу в літаку, по дорозі на наукову конференцію в Японії. Похований в Єреванському міському пантеоні.

## Наукова діяльність
У період навчання в аспірантурі Московського університету (1954—1956) Андрій Аматуні виконав низку робіт з квантової теорії антиферомагнетизму. Застосований ним метод Тябликова — Боголюбова дозволив повніше дослідити основні та збуджені стани антиферомагнетизму. Цим дослідженням була присвячена кандидатська дисертація Аматуні.
З 1958 року Андрій Аматуні здійснив роботи зі створення фізичного проекту Єреванського синхротрона, розробив проект системи інжекції електронів у синхротрон. Він брав участь у створенні проекту спеціалізованого джерела синхротронного випромінювання — накопичувача електронів на базі існуючого прискорювача.
У 1960—1964 роках Андрій Аматуні виконав цикл робіт з теорії перехідного випромінювання. Ним розглядалися розмитість границі поділу, вплив просторової дисперсії на спектр перехідного випромінювання, перехідне випромінювання електричних і магнітних диполів. Вирішені завдання з теорії перехідного випромінювання сприяли з'ясуванню можливостей її практичного використання у фізиці високих енергій.
З 1965 року Андрій Аматуні виконав роботи з фізики елементарних часток. Він отримав низку результатів з теорії фотопородження мезонів за високих енергій у моделі комплексних моментів (векторні — {\displaystyle \rho }, {\displaystyle \mu }, {\displaystyle \varphi } і псевдоскалярні — {\displaystyle \mathrm {K} ^{+}}, {\displaystyle \mathrm {K} ^{0}}). Аматуні ефективно застосував методи нелінійного функціонального аналізу до розв'язування деяких рівнянь теорії елементарних частинок.
Андрій Аматуні в рамках магнітної гідродинаміки вирішив завдання щодо прискорення пучків заряджених частинок при проходженні через плазму. Ним запропоновано варіант лазерного прискорення заряджених частинок поверхневою хвилею, що виникає при повному внутрішньому відбитті.

## Основні наукові роботи
- Аматуни А. Ц., Гарибян Г. М. К развитию теоретической физики в Советской Армении // Из история естествознания и техники. — 1962. — № 2. — С. 45—76.
- Аматуни А. Ц., Гарибян Г. М. Об одном свойстве переходного излучения в оптической области // Известия АН Армянской ССР. Физика. — 1966. — № 1 (5). — С. 342—346.
- Аракелян Г. Г., Аматуни А. Ц., Гаряка А. П., Еремян Ш. С., Зверев, А. М. Фоторождение {\displaystyle K}-мезонов в модели полюсов Редже с учётом разрезов // Известия АН Армянской ССР. Физика. — 1971. — № 6 (5). — С. 343—350.
- Григорян Р. П., Аматуни А. Ц., Аракелян Г. Г., Еремян Ш. С. Фоторождение заряженных {\displaystyle \rho }-мезонов в модели комплексных моментов // Известия АН Армянской ССР. Физика. — 1972. — № 7 (4). — С. 235—242.
- Аматуни А. Ц., Сехпосян Э. В., Элбакян С. С. Переходное излучение при генерации продольных волн в плазме // Известия АН Армянской ССР. Физика. — 1974. — № 9 (1). — С. 24—29.
- Аматуни А. Ц., Григорян А. А. Фоторождение {\displaystyle B}-мезонов в модели комплексных моментов и правило Моррисона // Известия АН Армянской ССР. Физика. — 1974. — № 9 (4). — С. 271—276.
- Аматуни А. Ц., Ацагорцян К. З., Сехпосян Э. В., Элбакян С. С. Ионизационные потери ультрарелятивистской заряжённой частицы в среде, находящейся в поле сильной электромагнитной волны // Известия АН Армянской ССР. Физика. — 1976. — № 11 (1). — С. 34—43.
- Аматуни А. Ц., Магомедов М. Р., Сехпосян Э. В., Элбакян С. С. Поляризационные потери релятивистской заряжённой частицы в плазме в присутствии сильного внешнего высокочастотного электрического поля // Известия АН Армянской ССР. Физика. — 1977. — № 12 (4). — С. 244—250.
- Аматуни А. Ц. Кварк-глюонная модель и проверка некоторых её следствий на Ереванском электронном ускорителе // Известия АН Армянской ССР. Физика. — 1981. — № 16 (2). — С. 144—157. — ISSN 0002-3035.
- Аматуни А. Ц., Асатиани Т. Л., Мамиджанян Э. А., Сардарян Р. А. Итоги первых высокогорных экспедиций по изучению космических лучей (К сорокалетию первой экспедиции на гору Арагац) // Известия АН Армянской ССР. Физика. — 1983. — № 18 (5). — С. 263—275. — ISSN 0002-3035.
- Аматуни А. Ц., Сехпосян Э. В., Элбакян С. С. Нелинейные кильватерные волны в плазме с подвижными ионами // Известия АН Армянской ССР. Физика. — 1990. — № 25 (1). — С. 18—24. — ISSN 0002-3035.
- Аматуни А. Ц., Сехпосян Э. В., Элбакян С. С. Учёт конечных поперечных размеров сгустка электронов при генерации нелинейных кильватерных волн в плазме // Известия АН Армянской ССР. Физика. — 1990. — № 25 (6). — С. 307—313. — ISSN 0002-3035.
- Аматуни А. Ц., Сехпосян Э. В., Хачатрян А. Г., Элбакян С. С. Возбуждение кильватерных волн в плазме последовательностью сгустков заряжённых частиц. II // Известия НАН РА. Физика. — 1993. — № 28 (1). — С. 8—13. — ISSN 0002-3035.
- Tumanyan A. R., Simonyan Kh. A., Mkrtchyan R. L., Amatuni A. Ts., Avakyan R. O., Khudaverdyan A. G. Coaxial Ring Cyclotron as a Perspective Nuclear Power Engineering Machine // YerPhI Preprint. — 1995. — arXiv:acc-phys/9507001.
- Amatuni A. Nonlinear Two-dimensional potential plasma wake waves // YerPhI Preprint. — 1996. — arXiv:physics/9611017.
- Amatuni A. Selfacceleration of Electrons in One-dimensional Bunches, Moving in Cold Plasma // YerPhI Preprint. — 1996. — arXiv:acc-phys/9609003.
- Amatuni A., Arutunian S. G., Mailian M. R. Generator-Invertor-Dumper System of Electron (Positron) Bunches Moving in Cold plasma for Development of Strong Accelerating Electric Field // YerPhI Preprint. — 1997. — arXiv:physics/9701013.
- Amatuni A. Ts., Arutunian S. G., Mailian M. R. Two-dimensional Stationary Wake Fields in Vortexfree Cold Plasma. I // YerPhI Preprint. — 1998. — arXiv:physics/9802004.
- Amatuni A. Ts. Amplification of external em-wave by nonlinear wake waves in cold plasma // Proceedings of the 1999 Particle Accelerator Conference. — N. Y., 1999. — P. 3660—3662.
- Amatuni A. Ts., Arutunian S. G., Elbakian S. S., Mailian M. R., Petrossian M. L. Possible energy increase of high current electron accelerators // Proceedings of the 1999 Particle Accelerator Conference. — N. Y., 1999. — No. 3657—3659.
- Amatuni A. Ts. Amplification of External EM-wave by Nonlinear Wake Waves in Cold Plasma // YerPhI Preprint. — 1999. — arXiv:physics/9906062.

## Нагороди
- Орден Дружби (Росія, 21 липня 1997 року) — за значний внесок у становлення, розвиток атомної науки і промисловості, зміцнення дружби і співробітництва між народами[18].
- Орден Жовтневої Революції[15][10].
- Орден Трудового Червоного Прапора[15].
- Заслужений діяч науки Вірменської РСР (1991)[9].
- Почесна грамота Президії Верховної Ради Вірменської РСР[15].